# Sharon Kam
Sharon Kam (Israele, 11 agosto 1971) è una clarinettista israeliana naturalizzata tedesca.
In particolare ha vinto l'ARD International Music Competition nel 1992. Nel 1991 è stata anche nominata per il Premio Davidoff.

## Biografia
Sharon Kam è una delle principali soliste di clarinetto al mondo. Si è laureata alla Juilliard School of Music, dove ha studiato con Charles Neidich. Ha fatto il suo debutto orchestrale all'età di 16 anni con Orchestra filarmonica d'Israele e il direttore Zubin Mehta.
In seguito si è esibita con orchestre come la Chicago Symphony Orchestra, la Berliner Philharmoniker, la London Symphony Orchestra e la Leipzig Gewandhaus Orchestra. Nel 1998 le è stato assegnato il premio Echo Klassik Tedesco "Instrumentalist of the Year" per la sua registrazione dei concerti per clarinetto di Carl Maria von Weber e ancora nel 2006, per il suo CD con la MDR-Sinfonieorchester di Lipsia con opere di Spohr, Weber, Rossini e Mendelssohn.

## Registrazioni selezionate
- The Romantic Clarinet (Rietz: Klarinettenkonzert op. 29, Bruch: Konzert für Klarinette, Viola & Orchester op. 88, Weber: Klarinettenquintett op. 34 arr. für Streichorchester) 2007.
- Mozart Gala From Prague / Clarinet Concerto (Don Giovanni: Overture, K.527, Concerto for Clarinet and Orchestra in A major, K.622, Symphony No.38 in D major, K.504 "Prague") 2006.
- Works for Clarinet and Orchestra (Mendelssohn: Two Concert pieces for Clarinet, basset-horn and Orchestra, op. 113 and op.114, Spohr: Concerto Nr. 4 in e minor, Weber: Concertino op. 26, Rossini: Introduction, Theme and Variations) 2005.
- Sharon Kam - Artist Portrait 2003.
- American Classic (Copland: Concerto for clarinet, Bernstein: Prelude, Fugue and Riffs, Gould: Derivations for clarinet and Band, Shaw: Concerto for clarinet, Gershwin: Summertime, They All Laughed, The Man I Love, I Got Rhythm) 2002.
- Mozart and Krommer Concertos (Mozart- Clarinet Concerto, Krommer- Clarinet Concerto)